# NGC 7569
NGC 7569 је лентикуларна галаксија у сазвежђу Пегаз која се налази на NGC листи објеката дубоког неба.
Деклинација објекта је + 8° 54' 24" а ректасцензија 23h 16m 44,5s. Привидна величина (магнитуда) објекта NGC 7569 износи 13,3 а фотографска магнитуда 14,3. NGC 7569 је још познат и под ознакама UGC 12472, MCG 1-59-26, CGCG 406-41, 3ZW 100, IRAS 23142+0838, PGC 70914.